# Cư Bao
Cư Bao là một phường thuộc tỉnh Đắk Lắk, Việt Nam.

## Địa lý
Xã Cư Bao nằm ở phía nam thị xã Buôn Hồ, có vị trí địa lý:
- Phía đông giáp xã Bình Thuận
- Phía tây giáp huyện Cư M'gar
- Phía nam giáp các huyện Cư M'gar và Krông Pắc
- Phía bắc giáp các phường Bình Tân, Thống Nhất và huyện Cư M'gar.

Xã Cư Bao có diện tích 44,05 km², dân số năm 2008 là 10.877 người, mật độ dân số đạt 247 người/km².

## Lịch sử
Trước đây, Cư Bao là một xã thuộc huyện Krông Búk.
Ngày 23 tháng 12 năm 2008, Chính phủ ban hành Nghị định 07/NĐ-CP. Theo đó, chuyển xã Cư Bao về thị xã Buôn Hồ mới thành lập, đồng thời điều chỉnh 383,5 ha diện tích tự nhiên của xã Thống Nhất về xã Cư Bao quản lý.
Sau khi điều chỉnh địa giới hành chính, xã Cư Bao có 4.404,61 ha diện tích tự nhiên và 10.877 người.